# Nieuwe Maas
Nieuwe Maas ("Nya Maas") är en flodgren i Rhen-Maasdeltat i Nederländerna som passerar genom och längs städerna Rotterdam, Schiedam och Vlaardingen i provinsen Zuid-Holland. Den bildas vid Slikkerveer, där floderna Noord och Lek slår samman sig, och flyter västerut mot Nordsjön. Den slutar väster om Rotterdam vid Vlaardingen, där den går tillsammans med floden Oude Maas ("Gamla Maas") och bildar Het Scheur som vid Maeslantkeringen byter namn till Nieuwe Waterweg innan den mynnar ut i Nordsjön. Nieuwe Maas är omkring 24 km lång.
Nieuwe Maas rinner genom några av de tätast befolkade och mest utbyggda områdena i Nederländerna. Längs dess lopp ligger det många hamnar och industriområden.

## Historia
I romerska riket hade Maas en bred mynning, som då kallades Helinium. Flodens lopp förändrades flera gånger under medeltiden. Flodens "vandring" resulterade i att den fick sitt lopp genom Botlekområdet (en del av hamnarna i Rotterdam på 2000-talet), förbi staden Brielle och ut i Nordsjön. Detta gjorde att städer som Vlaardingen, Schiedam och Rotterdam inte längre hade en bra förbindelse med Nordsjön, något som ledde till att kanalen genom Voorne anlades 1830. Leran och sanden förlades i Het Scheur og Nieuwe Maas mynning, och detta, tillsammans med att kanalen var för smal genom Voorne, ledde så småningom till att för få fartyg kunde nå hamnstäderna i förhållande till vad som var önskvärt. Detta ledde till att Nieuwe Waterweg grävdes ut åren 1866-72, så att förhållandena för skeppsfarten skulle bli bättre.
Nieuwe Maas ursprungliga mynning, som lokalt kallas Brielse Maas, dämdes genom Oostvoorne 1950. Den tidigare floden kan fortfarande följas upp genom Botlek och insjöarna Brielse och Oostvoornse Meer.
Tidigare svängde floden Het Scheur mot söder vid Maeslantkeringen och gick via det som har blivit Oostvoornse Meer till Nordsjön. När Nieuwe Waterweg anlades, grävdes en kanal på 4,3 km igenom sanddynerna och Het Scheur dämdes upp. 
Nieuwe Maas viktigaste sidoflod är Hollandse IJssel som 4 km efter att floden börjar vid Slikkerveer, rinner ut i Nieuwe Maas vid Kralingseveer. Längre västerut sker samma sak med floderna Rotte och Schie. 

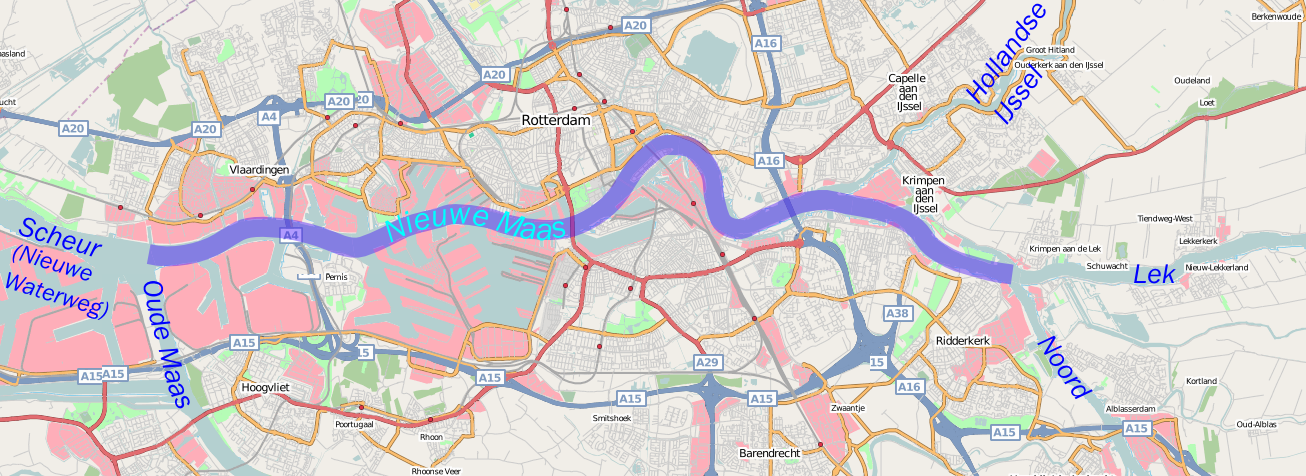
Detaljkarta över Nieuwe Maas

## Flodens namn genom tiderna

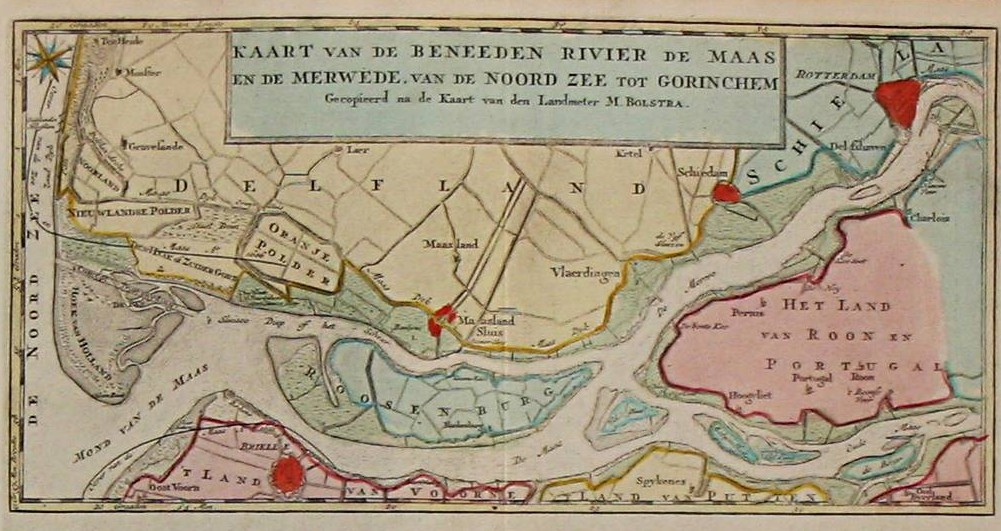
Nieuwe Maas och dess mynning 1769

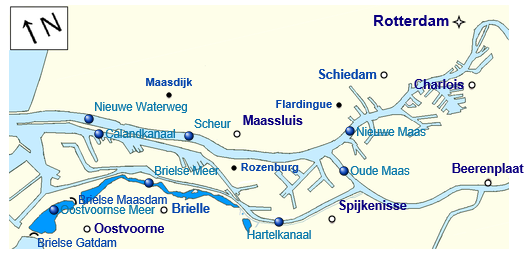

Tidigt under medeltiden räknades Nieuwe Maas som en fortsättning av floden Merwede och hade därför detta namn. Ursprungligen var Merwede en fortsättning av floden Waal (som även den är en gren av Rhen), men efter några stora översvämningar ändrade Maas kurs och rann också ut i Merwede. Detta innebar att längre sträckor av den ursprungliga Merwede kallades Maas.
Till följd av detta räknades Nieuwe Maas och Oude Maas i flera århundraden att tillhöra Maasdeltat. Nära Vlaardingen möttes de två innan de återigen delade sig vid det som var ön Rozenburg. Den nordliga grenen blev känd som Het Scheur och den södra grenen Nieuwe Maas eller Brielse Maas sedan den rann nära Brielle. De möttes igen och bildade ett estuarium känt som Maasmond ("Maasmynningen"). Så småningom ändrade återigen både Maas och Rhen och tog en mer sydlig kurs. Detta gjorde att Nieuwe Maas återigen är en huvudgren av Rhen, medan Maas numera står för en liten andel av vattnet till dess tidigare mynning.

## Hur korsar man floden?
Då floden finns i ett av Nederländernas mest tätbefolkade och bebyggda områden har det genom åren byggts flera tunnlar under den och broar över den, både för offentlig transport (tunnelbana och järnväg), fotgängare, cyklister och vägtransport. Från Nordsjön mot Rotterdam och vidare österut:
- Beneluxtunneln (biltrafik (A4), cyklister och tunnelbana – Calandlinjen)
- Maastaxi (färja; fotgängare)
- Maastunneln (biltrafik, cyklister och fotgängare)
- Erasmusbron (biltrafik, cyklister, fotgängare och spårvagnar)
- Tunnelbanetunnel linje D
- Willemstunneln (tåg)
- Willemsbron (biltrafik, cyklister och fotgängare)
- Van Brienenoordbron (biltrafik (A16), cyklister och fotgängare)
- Beneluxtunnel (tunnel; motorfordon, cyklister och tunnelbana)

Längs floden ligger stora hamn- och industriområden som tillhör Rotterdams hamn. Huvudsakligen befinner dessa sig på sydsidan av Nieuwe Maas.
Vattenbusslinje 1 trafikerar Nieuwe Maas och Noord.
|  |  |